# 戀愛姐妹六重奏
《戀愛姐妹六重奏》是由PeasSoft製作於2014年2月28日發售的戀愛冒險類型成人遊戲，在遊戲發售後原本預定在2015年7月31日發售追加劇情的《戀愛姐妹六重奏 PLUS》，但是後來停止發售。

## 故事
風浦翔馬原本和母親同住，但是母親由於嚮往外國生活而離開家，不久之後一年多不見的姊姊和妹妹卻突然回到家中，三人也就開始展開同居生活。

## 角色

### 主要角色
風浦翔馬
立湘學園二年級學生。一年多前原本是和父母姊妹同住，但是父親因為要調職到外國工作卻又不甘寂寞關係而帶走姊妹。
風浦琴音
生日：4月11日，血型：O型，身高：164cm，三圍：B90/W57/H85
翔馬的親生姊姊。原本跟隨父親住在外國，後來轉學到翔馬的班級，十分溺愛弟弟。
風浦詩帆
生日：2月19日，血型：A型，身高：152cm，三圍：B72/W51/H73
翔馬的親生妹妹。原本和姊姊同樣住在外國，後來轉學到まゆ和まつり的班級。
美浜優香（聲優：小倉結衣）
生日：12月4日，血型：O型，身高：159cm，三圍：B77/W53/H81
翔馬的學姊和鄰居，擔任學生會長。
美浜紗香（聲優：Miru）
生日：5月5日，血型：B型，身高：167cm，三圍：B87/W55/H86
翔馬的同學，優香的妹妹。

生日：5月5日，血型：B型，身高：167cm，三圍：B87/W55/H86
翔馬的同學，雙親經營大福飯店，平常放學後會到飯店擔任服務生。
（聲優：民安友繪）
生日：10月28日，血型：AB型，身高：155cm，三圍：B80/W52/H77
真依的妹妹，平常放學後也會到飯店擔任服務生。

### 其他角色
（聲優：桃井莓）
生日：8月31日，身高：157cm，三圍：B79/W54/H76
詩帆和まゆ的同學。
社美風
生日：9月26日，身高：140cm，三圍：B70/W49/H72
翔馬的同學，まつり的姊姊，真依和紗香的青梅竹馬，壘球社的社員。
大平拓海（聲優：夏村伊介）
翔馬的同學，十分溺愛弟弟。
大平悠希（聲優：成宮水彩）
拓海的弟弟，由於擁有清純的外貌而時常受到女生們歡迎。

## 主題曲
片頭曲
作詞：Ne;on Otonashi，作曲、編曲：Atsushi Haneoka，主唱：KRASTERII×Ne;on Otonashi
片尾曲「FANTASY SUMMER」
作詞：キンノユカ，作曲、編曲：JIFTY，主唱：宮沢ゆあな

## 外部連結
- 官方網站PeasSoft（日語）
- PLUS官方網站PeasSoft（日語）